# Украинское Дунайское пароходство
Украи́нское Дунайское парохо́дство («УДП») — украинская государственная судоходная компания. Полное наименование — Частное акционерное общество «Украинское Дунайское пароходство». Штаб-квартира — в Измаиле. 

## Собственники и руководство
Государство в лице Министерства инфраструктуры Украины является владельцем 100% акций предприятия.
- С 1986 года по 1997 год Алексей Федорович Техов был начальником Советского Дунайского пароходства, Украинского Дунайского пароходства, генеральным директором Украинского Дунайского пароходства, президентом АО "УДАСКО".
- С 1997 года по 14 февраля 2007 года  руководителем Украинского Дунайского пароходства был Петр Семенович Суворов.
- В 2001 году приказом Министерства транспорта и связи Украины № 729 от 29.10.2001 г. получило статус национального перевозчика Украины № 1 [1].
- В феврале 2007 года исполняющим обязанности президента ОАО «Украинское Дунайское пароходство» назначен Олег Николаевич Титамир.
- 2 марта 2007 года Петр Суворов был возобновлен в должности президента компании «Украинское Дунайское пароходство»[2].
- 15 февраля 2008 года исполняющим обязанности президента ОАО «Украинское Дунайское пароходство» назначен Евгений Сергеевич Самошин.
- Приказом Министра Министерства транспорта и связи Украины № 841 от 10.07.2008 г “О руководителе ОАО «Украинское Дунайское пароходство» Евгений Самошин, как победитель конкурса на замещение вакантной должности руководителя предприятия, был назначен Председателем Правления - президентом ОАО «Украинское Дунайское пароходство» и с ним заключен контракт №26-III от 10.07.2008 г.
- 3 марта 2009 г. на заседании конкурсной комиссии Министерства транспорта и связи Украины победителем второго этапа конкурса на должность президента ОАО «Украинское Дунайское пароходство» признан Вадим Сухоненко.[3]

- 16 апреля 2010 года согласно приказу Министерства транспорта и связи Украины № 117-0 с целью «обеспечения непрерывного и эффективного управления открытым акционерным обществом «Украинское Дунайское пароходство» на период до назначения руководителя этого общества в установленном законодательством порядке» и.о. председателя правления–президента ОАО «УДП» назначен Юрий Федорович Розвозчик - протеже тогдашнего министра транспорта и связи Константина Алексеевича Ефименко.[4].
- 23 июля 2010 года Министерство транспорта и связи Украины утвердило в должности главы правления — президента ОАО “Украинское Дунайское пароходство” Юрия Федоровича Розвозчика. Контракт с Розвозчиком Ю.Ф. подписан на 5 лет - до 23 июля 2015 г.

- С декабря 2011 года обязанности председателя правления предприятия исполняет Александр Петрович Долгов [5], первый руководитель ООО «Торговый флот Донбасса» [6].
- В августе 2012 года Министерство инфраструктуры назначило Александра Долгова председателем правления ЧАО "Украинское дунайское пароходство" сроком на 5 лет.
- 03 июня 2014 года министр инфраструктуры Украины Максим Бурбак уволил Александра Долгова с занимаемой должности.
- 11 июня 2014 г., согласно приказу Мининфраструктуры Украины № 94 "Об исполняющим обязанности председателя правления ЧАО "Украинское Дунайское пароходство", новым руководителем пароходства был назначен Олег Титамир. Однако, в результате протестов трудового коллектива этот приказ был отменен.[7].
- Приказом Министерства инфраструктуры Украины №176-О от 15.09.2014 г. Дмитрий Анатольевич Баринов назначен председателем Правления ЧАО «УДП» на условиях контракта на срок с 17 сентября 2014 г. по 16 сентября 2017 года включительно.
- с 29 ноября 2017 года Министерство инфраструктуры Украины назначило Дмитрия Чалого исполняющим обязанности председателем правления ЧАО "Украинское Дунайское пароходство"[8].
- с 07 марта 2018 года приказом № 16-О от 7 марта 2018 года Министерство инфраструктуры Украины назначило Дмитрия Чалого председателем правления ЧАО "Украинское Дунайское пароходство" сроком на три года на условиях контракта.[9].
- 08 октября 2019 года министр инфраструктуры Украины Владислав Криклий уволил Дмитрия Чалого с занимаемой должности[10].
- 18 ноября 2019 года исполняющим обязанности председателя правления назначен Алексей Хомяков[11].
- 30 апреля 2021 года выполнение обязанностей председателя правление возложено на Павла Яценко приказом главы Министерства инфраструктуры Владислава Криклия, а Алексей Хомяков отстранен (решение о прекращении его полномочий может быть вынесено на общем собрании акционеров предприятия, которым является само государство))[12][13].
- с 22 ферваля 2022 года приказом  №10-ОС от 21 февраля 2022 года Министерство инфраструктуры Украины назначило Москаленко Дмитрий Олегович временно исполняющим обязанности генерального ЧАО "Украинское Дунайское пароходство".[14]

## Деятельность
Целью деятельности пароходства является предоставление транспортных услуг на национальных и международных коммуникациях юридическим и физическим лицам с гарантированным качеством, целостностью грузов, разработкой логистических схем доставки груза на Украине.
Уникальность судоходной компании заключается в том, что УДП, располагая морским универсальным флотом, различным речным флотом — как самоходным, так и несамоходным (баржами, лихтерами типа ДМ, танкерами, понтонами для перевозки крупногабаритных грузов), а также благоприятное географическое расположение порта Рени, порта Измаил, Килийского судоремонтного завода, способствует функционированию в украинском Придунавье мощного транспортного узла, который обеспечивает внешнеэкономические интересы Украины в придунайских странах, а также в странах Чёрного и Средиземного морей.
В настоящее время Украинское Дунайское пароходство располагает речным флотом численностью 75 самоходных судов и 245 единиц несамоходного флота. ЧАО «УДП» оперирует также флотом заграничных совместных предприятий, который насчитывает 125 единиц несамоходного флота. На сегодняшний день в состав морского флота ЧАО «УДП» входят 7 судов дедвейтом от 3300 до 4050 тонн. Это шесть сухогрузов и одно судно для наливных грузов. Также в состав флота ЧАО «УДП» входят 4 пассажирских комфортабельных судна – теплоходы «Україна», «Молдавія», «Дніпро» и «Волга».
Речной флот ЧАО «Украинское Дунайское пароходство» осуществляет перевозки:
железорудного сырья, углей и кокса, зерновых грузов, металлов и различных генеральных грузов, удобрения навалом и в упаковке,
машин и оборудования, крупногабаритных и тяжеловесных грузов.
Пассажирский флот компании осуществляет туристические круизы от верховьев Дуная до его устья и уже несколько десятилетий пользуется неизменной популярностью у туристов многих стран. Четыре комфортабельные судна — «Украина», «Молдавия», «Волга» и «Днепр» — соответствуют всем критериям современного сервиса.
ЧАО «УДП» имеет собственные представительства (агентства) в городах Вена (Австрия), Регенсбург (Германия), Братислава (Словакия), Белград (Сербия), Будапешт (Венгрия), Бухарест и Галац (Румыния), Русе (Болгария).

## Флот

### Морской транспортный флот[16]
На сегодняшний день состав морского флота ПАО "Украинское Дунайское пароплавство" включает 7 судов сухогрузов с вместимостью от 3300 до 4050 тонн. Это шесть сухогрузов типа "Измаил" и одно судно "Десна" для наливных грузов.
Суда могут осуществлять перевозку различных грузов в районах Черного, Азовского и Средиземного морей, а также заходить в порты Дуная и Днепра.
Для удовлетворения потребностей клиентов доступна серия специализированных судов типа "Измаил", построенных на судостроительных верфях в городе Виана ду Каштелу (Португалия), которые обеспечивают быструю, непрерывную и надежную доставку грузов, включая контейнеры.
Два больших трюма, две палубы и наличие различных креплений на этих судах позволяют перевозить разнообразные генеральные и упакованные грузы, контейнеры, металл, автомобили, крупногабаритное оборудование и сыпучие зерновые.
Морские суда пароплавства находятся под наблюдением Регистра судоходства Украины.

### Речной транспортный флот[17]
Речной флот ЧАО "УДП" состоит из:
- Речных барж различных типов грузоподъемностью от 1000 до 2300 тонн.
- Речных буксиров-толкачей с общей мощностью главной силовой установки от 1050 до 3000 л.с.
- Самоходных сухогрузных судов грузоподъемностью 1814 тонн (общая мощность главной силовой установки составляет 2100 л.с., используется также для толкания баржевых составов).

Всего в составе речного флота компании имеется 75 самоходных судов и 245 единиц несамоходного флота.
ПАО "УДП" также управляет флотом зарубежных совместных предприятий, в состав которого входит 125 единиц несамоходного флота.
Речной флот ЧАО "УДП" осуществляет перевозки:
- Железорудной сырья.
- Угля и кокса.
- Зерновых грузов.
- Металлов и различных генеральных грузов.
- Удобрений насыпью и в упаковке.
- Нефтепродуктов 3-го класса.
- Машин и оборудования.
- Колесной техники.
- Грузов в контейнерах.
- Крупногабаритных и крупновесовых грузов.

Речные перевозки осуществляются флотом ЧАО "УДП" на всем судоходном участке реки Дунай от портов Усть-Дунайск (Украина) и Констанца (Румыния) до порта Кельхайм (Германия) и в обратном направлении.
Вес груза в составах, которые толкают, при их движении вверх против течения достигает 13000 тонн, вниз по течению - 7000-8500 тонн.
Помимо дунайских перевозок, речной флот ЧАО "УДП" осуществляет перевозки крупногабаритных и крупновесовых грузов в морском, смешанном сообщении "река-море" и из бассейна Средиземного моря на Каспий.
Указанные перевозки осуществляются специализированными понтонами "ТМИ-4" и четырьмя понтонами типа "ПДМ-10".
Данные понтони предназначены для перевозки крупногабаритных и крупновесовых грузов, колесной техники, трейлеров и контейнеров от порта отправления до порта назначения.
Понтони оснащены силовой установкой, якорным устройством, ходовыми огнями, брагой для морского буксирования, автоматикой, обеспечивающей балластировку и безопасность плавания. Грузовые операции осуществляются путем вертикальной и горизонтальной погрузки-выгрузки, а также накатом и стягиванием.

### Пассажирский флот[18]
В состав флота ЧАО "УДП" входят 4 пассажирских комфортабельных судна - теплоходы "Волга" и "Днепр", построенные в 1970 году, а также "Молдавия" и "Украина", построенные в 1979 году на австрийской судоверфи Корнойбург для международной круизной линии "От Альп до Черного моря".
В начале 90-х годов для подготовки и реализации комплекса мероприятий по привлечению иностранных туристов на Придунавье в Украинском Дунайском пароплавстве было создано отдельное структурное подразделение "Транскруиз", сертифицированное и лицензированное для туристической и экскурсионной деятельности. С 1991 года обновленная круизная линия "От Альп до Черного моря" функционирует и по сегодняшний день.
Все пассажирские суда ПАО "УДП" полностью оснащены системой кондиционирования воздуха, имеют четыре палубы, ресторан, музыкальный салон с панорамным видом, уютный открытый бар, большую солнечную палубу, подогреваемый бассейн, солнцезащитные тенты, шезлонги для всех туристов, библиотеку, сауну, массажный кабинет, парикмахерскую, зал для просмотра спутникового телевидения.
Круизные суда ПАО "УДП" позиционируются на европейском рынке речных круизов в классе "Повышенный средний класс". Теплоходы стали популярными среди европейских туристов, арендовались известными на рынке немецкими туроператорами с хорошей репутацией, такими как "Seetours", "Transocean", "Phoenix Reisen", "Nicko cruises" и другими.
Пассажирские теплоходы пароплавства пользуются спросом у европейских туристов, прежде всего благодаря слаженной работе дружелюбных и внимательных украинских экипажей, которые гостеприимно заботятся о комфортном пребывании туристов на борту судна и обеспечивают безопасное путешествие.
Во время круиза на борту судна туристов ожидают разнообразная развлекательная и экскурсионная программа, выступления фольклорных коллективов, концерты экипажа, мастерство высококлассных поваров, удивляющих разнообразием блюд придунайских стран. Все это оставляет незабываемые впечатления в памяти каждого туриста и желание вернуться снова.
Круизная программа включает посещение европейских столиц - Вены, Братиславы, Будапешта, Белграда, Бухареста, а также путешествие до украинской дельты Дуная на "нулевой километр".

## Видео-ссылки
- Пираты добрались до украинских вод Дуная